# Strahov-stadion
Strahov-stadion (tjekkisk: Velký strahovský stadion) er et stadion beliggende i Prag, Tjekkiet. Det er verdens næststørste sportsfacilitet med plads til omkring 220.000 tilskuere.
Strahov-stadion bliver nu om stunder primært brugt som spillested for store internationale musiknavne. Blandt de navne, der har optrådt her, er Rolling Stones, Pink Floyd og U2. Fodboldklubben Sparta Prag har træningsbaner på stadionarealet.

## Historie
I 1926 blev bygningen af et træbaseret stadion påbegyndt, men det blev allerede i 1932 erstattet af betontribuner. Yderligere byggearbejder fandt sted i 1948 og 1975. I starten blev det især brugt til store gymnastikopvisninger, og i kommunisttiden havde opvisningerne ud over at underholde befolkningen også til formål at udstille det tjekkoslovakiske folks prægtighed for omverdenen. Man betegnede de store stævner som Spartakiader.
Af andre idrætsgrene på Strahov-stadion kan nævnes motorsport, hvor løb blev afholdt til midt i 1960'erne. Desuden var stadionet i mange år hjemmebane for Tjekkoslovakiets fodboldlandshold.

## Fremtid
Der har gennem en del år været planer om at bevare og genopbygge stadionet. Overvejelserne går blandt andet på at gøre området til det 21. århundredes fritidsmekka. Prag havde søgt sommer-OL 2016, og området kunne have været bygget til olympisk landsby.

## Fodnoter
1. ↑  Verdens største sportsfacilitet er Indianapolis Motor Speedway med en tilskuerkapacitet på lidt mere end 250.000

50°04′49″N 14°23′16″Ø / 50.080336111111°N 14.387861111111°Ø